# Resolució 684 del Consell de Seguretat de les Nacions Unides
La Resolució 684 del Consell de Seguretat de les Nacions Unides, adoptada per unanimitat el 30 de gener de 1991 després de recordar les resolucions anteriors del Consell de Seguretat de les Nacions Unides sobre el tema, així com l'estudi de l'informe del Secretari General de les Nacions Unides sobre la Força Provisional de les Nacions Unides al Líban (FPNUL) aprovada a la Resolució 426 (1978), el Consell va decidir ampliar el mandat de la FPNUL durant sis mesos més fins al 31 de juliol de 1991.
El Consell va tornar a enfrontar el mandat de la Força i va demanar al Secretari General que informés sobre els progressos realitzats respecte a l'aplicació de les resolucions 425 (1978) i 426 (1978).